# Liste der Fahnenträger der mikronesischen Mannschaften bei Olympischen Spielen
Die Liste der Fahnenträger der mikronesischen Mannschaften bei Olympischen Spielen listet chronologisch alle Fahnenträger mikronesischen Mannschaften bei den Eröffnungs- (EF) und Abschlussfeiern (AF) Olympischer Spiele auf.

## Liste der Fahnenträger
| Mannschaft             | Veranstaltung | Fahnenträger (EF) | Fahnenträger (AF) |
| ---------------------- | ------------- | ----------------- | ----------------- |
| 2000 in Sydney         | Sommerspiele  | Manuel Minginfel  |                   |
| 2004 in Athen          | Sommerspiele  | Manuel Minginfel  | Manuel Minginfel  |
| 2008 in Peking         | Sommerspiele  | Manuel Minginfel  | Debra Daniel      |
| 2012 in London         | Sommerspiele  | Manuel Minginfel  | Debra Daniel      |
| 2016 in Rio de Janeiro | Sommerspiele  | Jennifer Chieng   | Volunteer         |
| 2020 in Tokio          | Sommerspiele  | Taeyanna Adams    | Volunteer         |
| 2020 in Tokio          | Sommerspiele  | Scott Fiti        | Volunteer         |
| 2024 in Paris          | Sommerspiele  | Tasi Limtiaco     | Volunteer         |
| 2024 in Paris          | Sommerspiele  | Kestra Kihleng    | Volunteer         |

Anmerkung: (EF) = Eröffnungsfeier, (AF) = Abschlussfeier

## Statistik
| Rang    | Sportart       | EF | AF | ∑  |
| ------- | -------------- | -- | -- | -- |
| 1       | Gewichtheben   | 4  | 1  | 5  |
| 1       | Schwimmen      | 3  | 2  | 5  |
| 3       | Volunteer      | 0  | 3  | 3  |
| 4       | Boxen          | 1  | 0  | 1  |
| 4       | Leichtathletik | 1  | 0  | 1  |
| Gesamt: | Gesamt:        | 9  | 6  | 15 |

| Rang                   | Sportart | EF | AF | ∑ |
| ---------------------- | -------- | -- | -- | - |
| bisher keine Teilnahme |          |    |    |   |
| Gesamt:                | Gesamt:  | 0  | 0  | 0 |

| Rang    | Sportart       | EF | AF | ∑  |
| ------- | -------------- | -- | -- | -- |
| 1       | Gewichtheben   | 4  | 1  | 5  |
| 1       | Schwimmen      | 3  | 2  | 5  |
| 3       | Volunteer      | 0  | 3  | 3  |
| 4       | Boxen          | 1  | 0  | 1  |
| 4       | Leichtathletik | 1  | 0  | 1  |
| Gesamt: | Gesamt:        | 9  | 6  | 15 |